# Biserica Buna Vestire din Ormindea

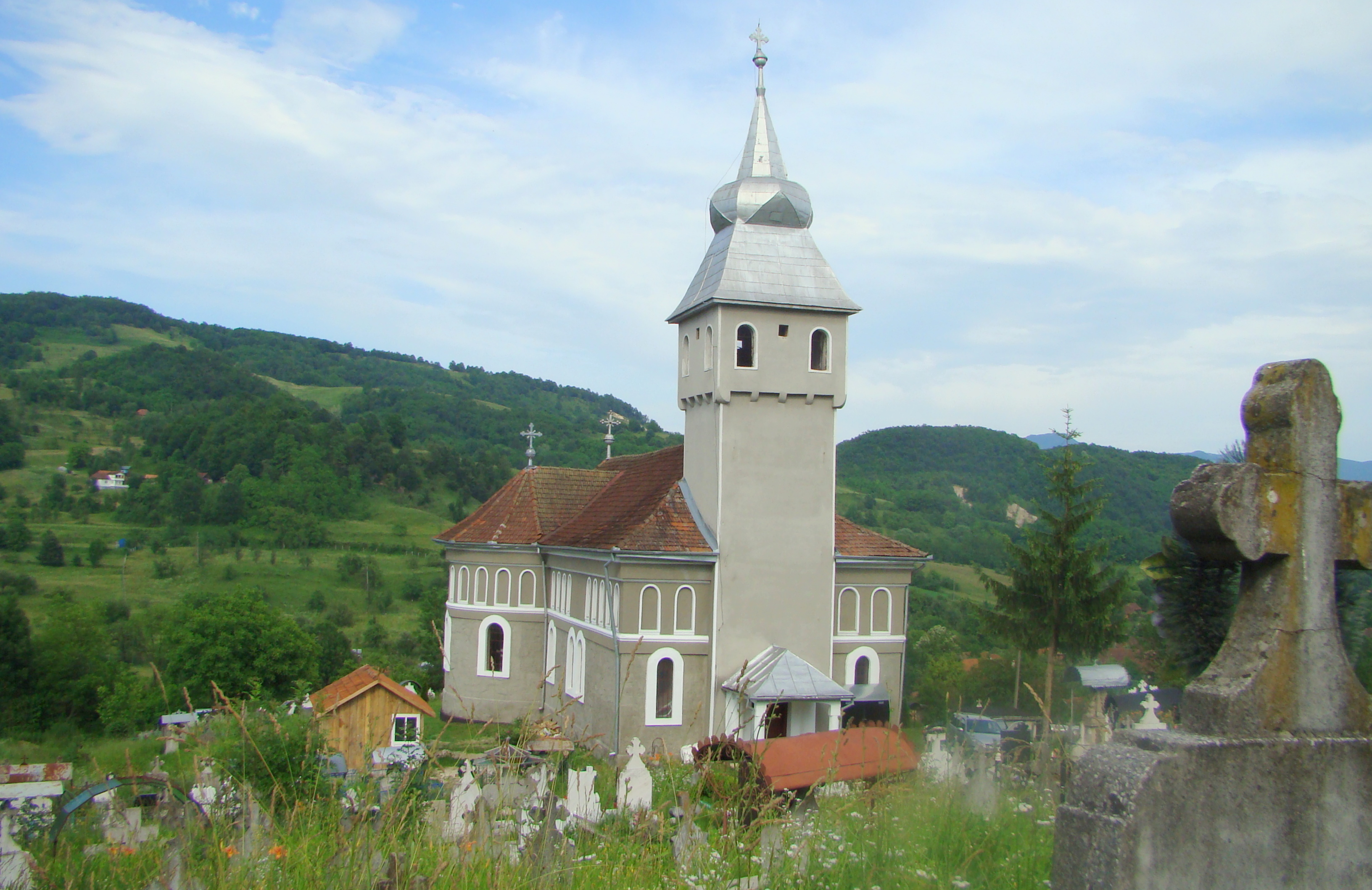
Biserica „Buna Vestire” din Ormindea, județul Hunedoara, foto: iunie 2018.

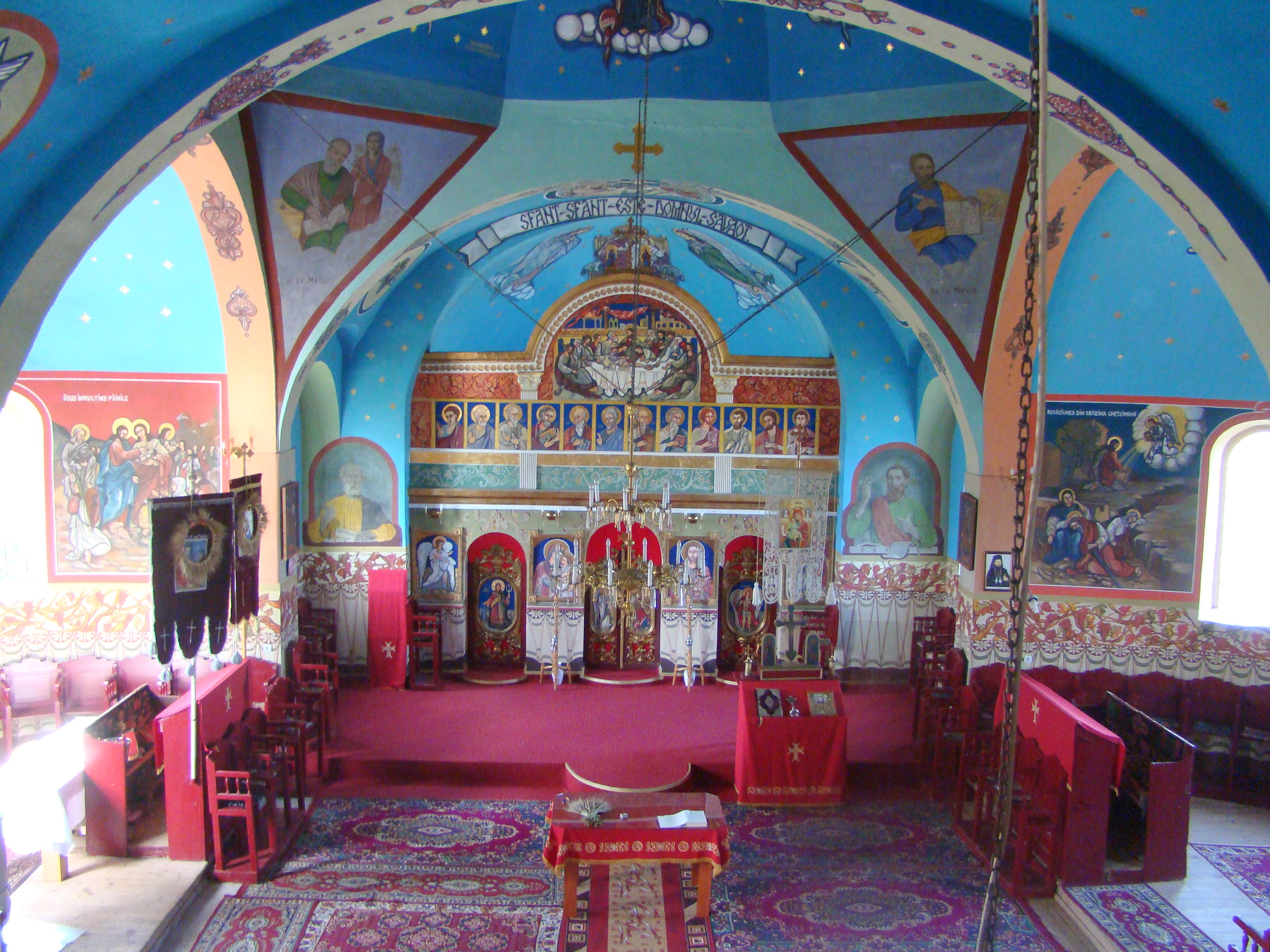
Nava spre iconostas

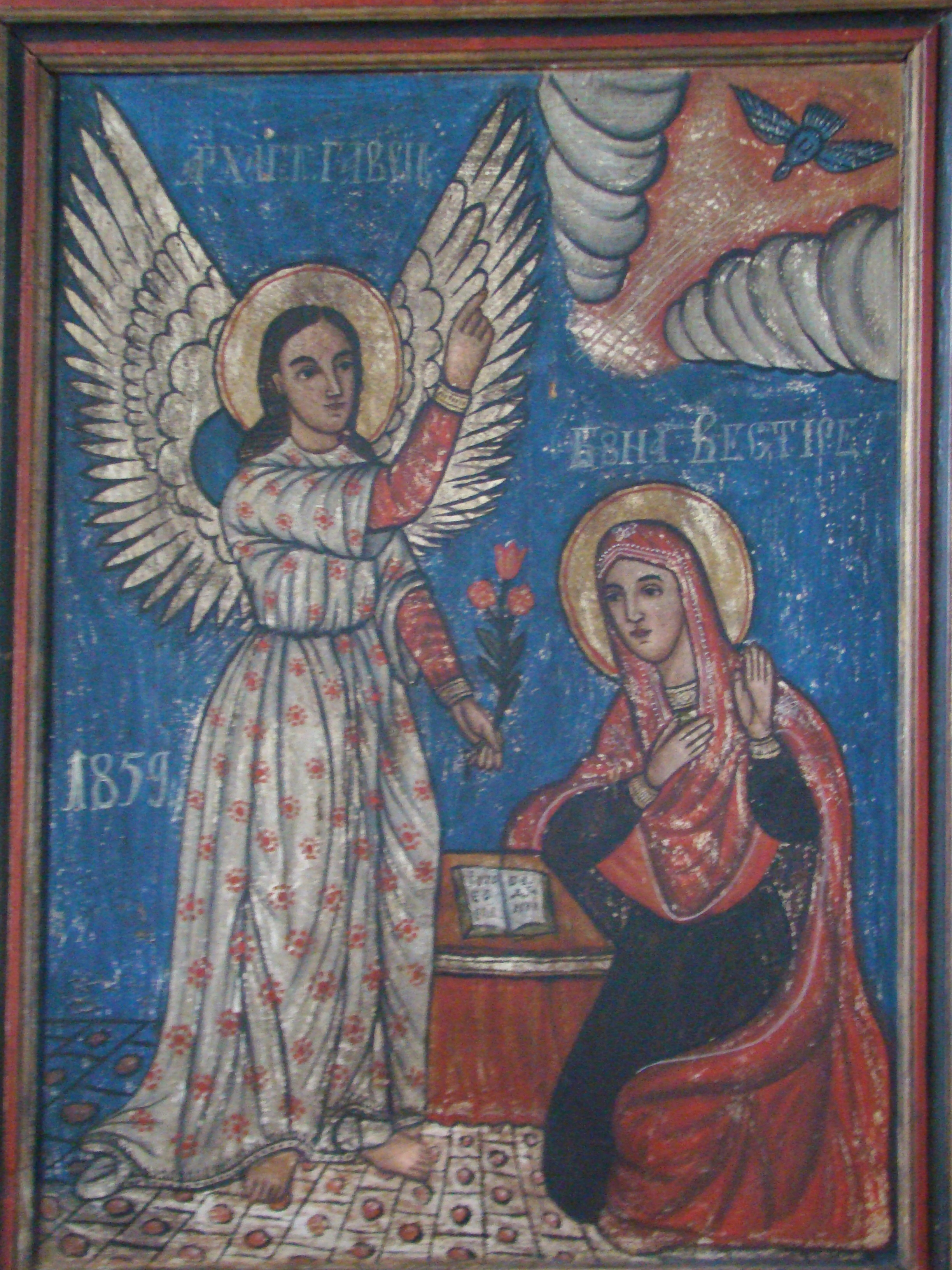
Icoana de hram: Buna Vestire (1859)

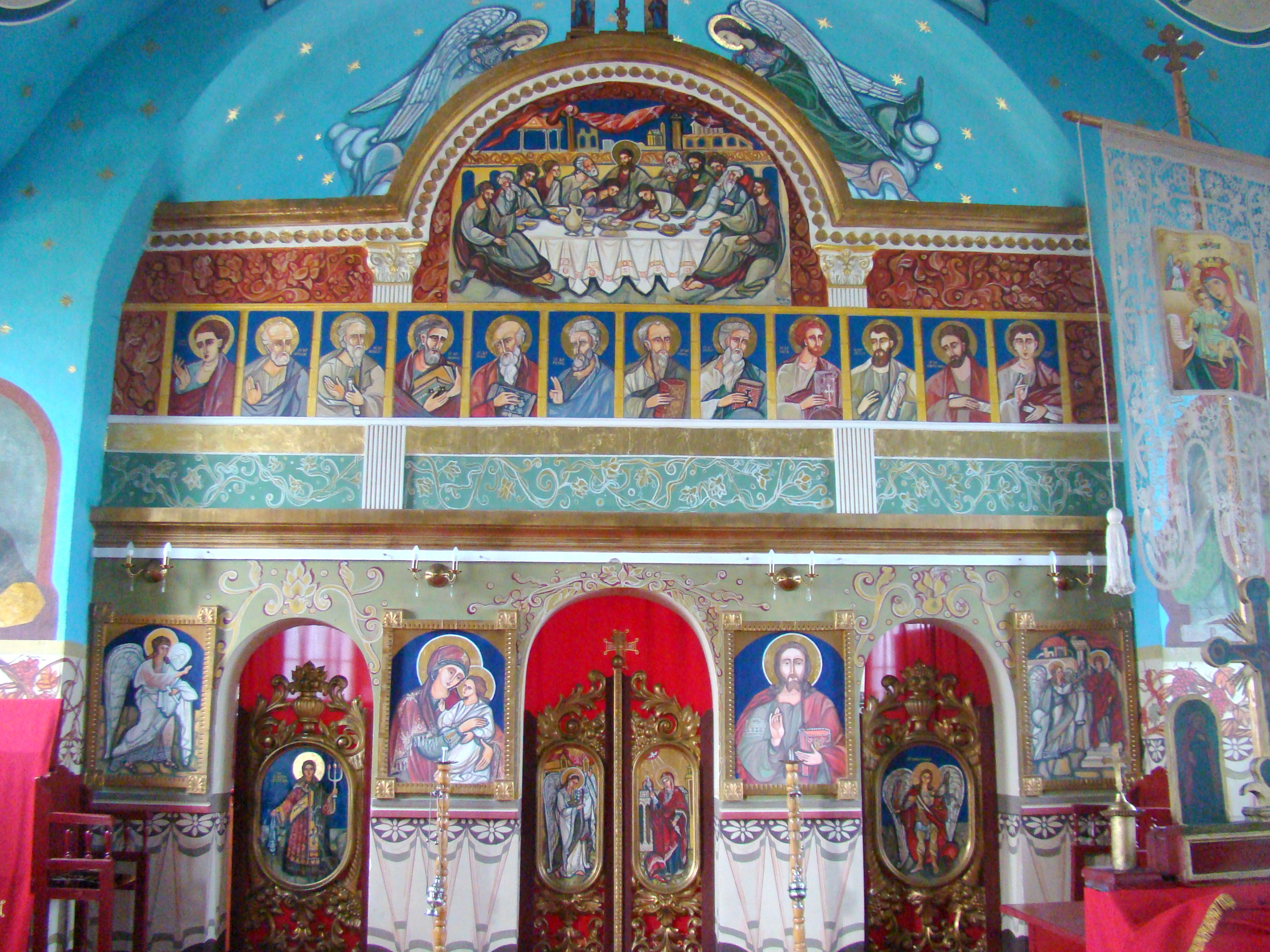
Iconostasul

Biserica „Buna Vestire” este un lăcaș de cult ortodox aflat în satul Ormindea, județul Hunedoara. Se remarcă prin dimensiunile impunătoare, patrimoniul mobil valoros și pictura interioară realizată, în parte, de aviatorul pictor Ioan Stoica, colegul lui Aurel Vlaicu.

## Istoric și trăsături
Lăcașul de cult din Ormindea, închinat praznicului Bunei Vestiri, a fost construit între anii 1908 și 1911, în timpul păstoririi preotului Nicolae Pop; planurile au fost întocmite de arhitectul Ioan Pamfilie din Sibiu. 
Este un edificiu de plan triconc, cu absidele laterale semicirculare; altarul, nedecroșat, are formă pentagonală. În dreptul celor două intrări, de sud și de vest, au fost adosate mici pridvoare de zid. Cu excepția coifului amplu al turnului-clopotniță masiv (reconstruit în 1923), învelit în tablă, în rest, la acoperișul propriu-zis s-a folosit țigla. Biserica, renovată în anii 1953 și 1992, a fost împodobită iconografic în perioada 1911-1912 (decor mural reînnoit  în anul 1955), de pictorul local Ioan Stoica. Sfințirea s-a făcut în anul 1956.  
Conscripțiile ecleziastice din 1733, 1750, 1761-1762, 1805 și 1829-1831, precum și harta iosefină a Transilvaniei (1769-1773), atestă prezenţa unei înaintaşe medievale, poate aceeaşi biserică în care slujise, în 1525, preotul Petru („Peter pap”), menţionat în urbariul cetăţii Şiria. 

## Imagini din exterior

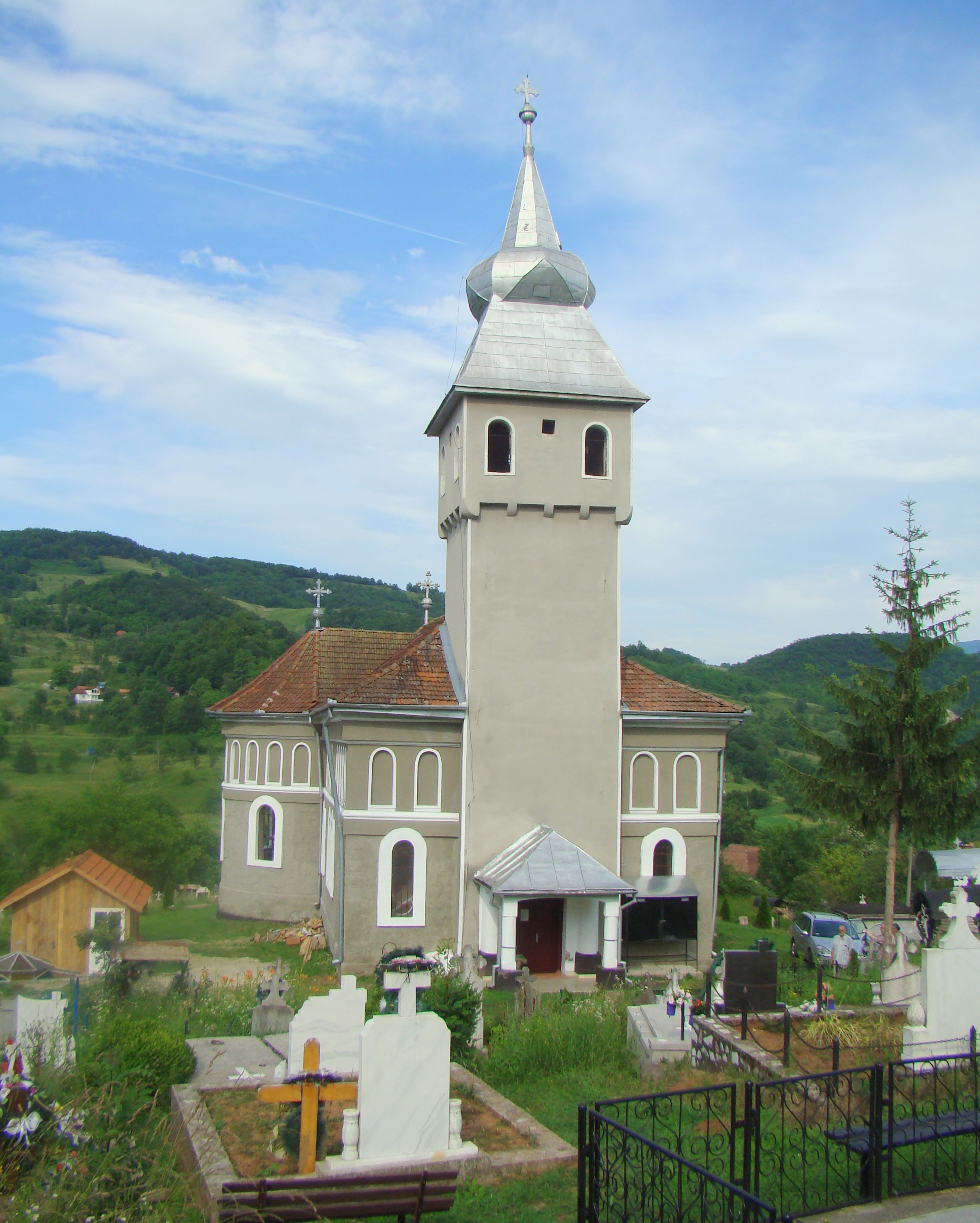
Biserica (vest)
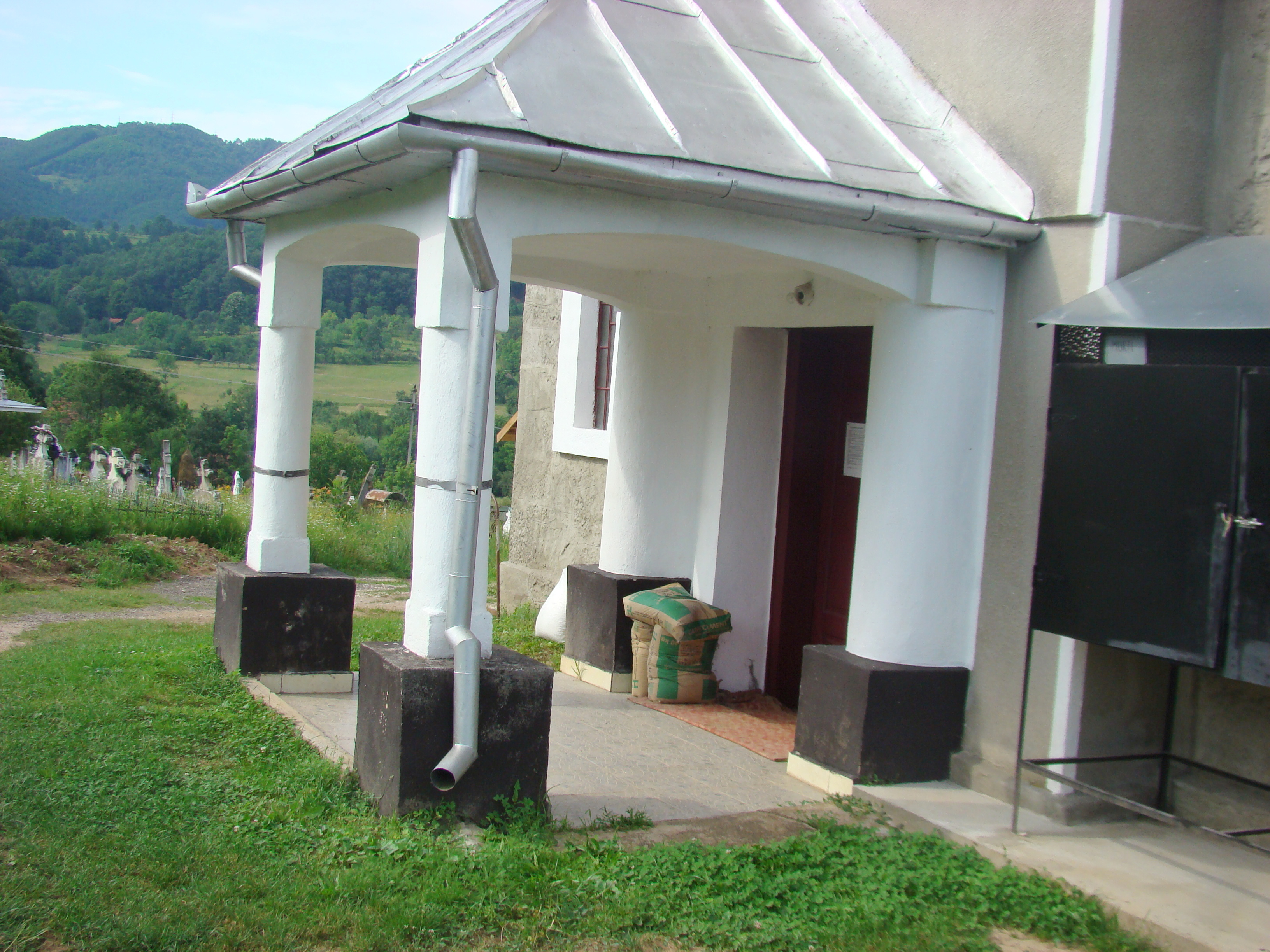
Pridvorul
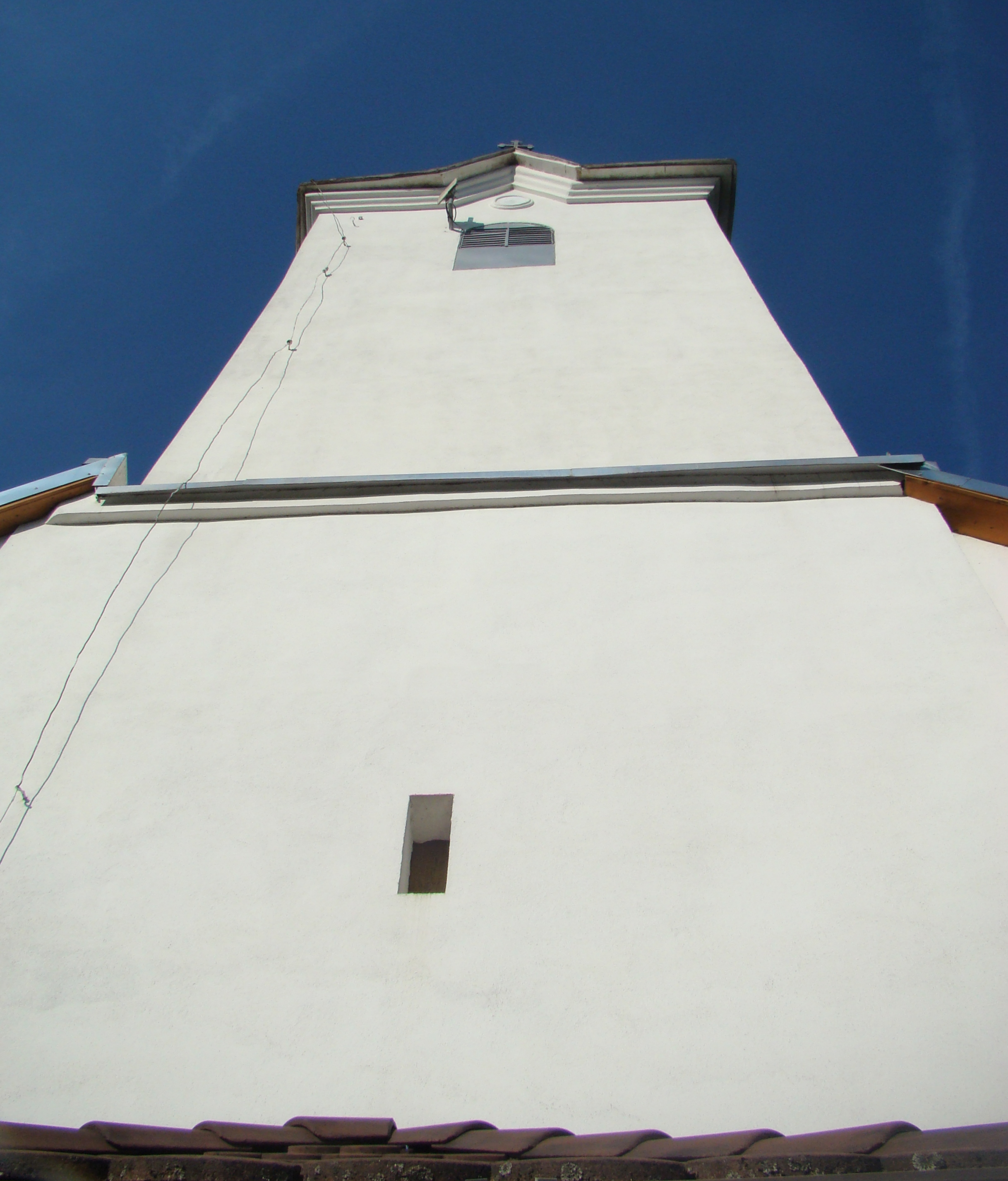
Turnul-clopotniță
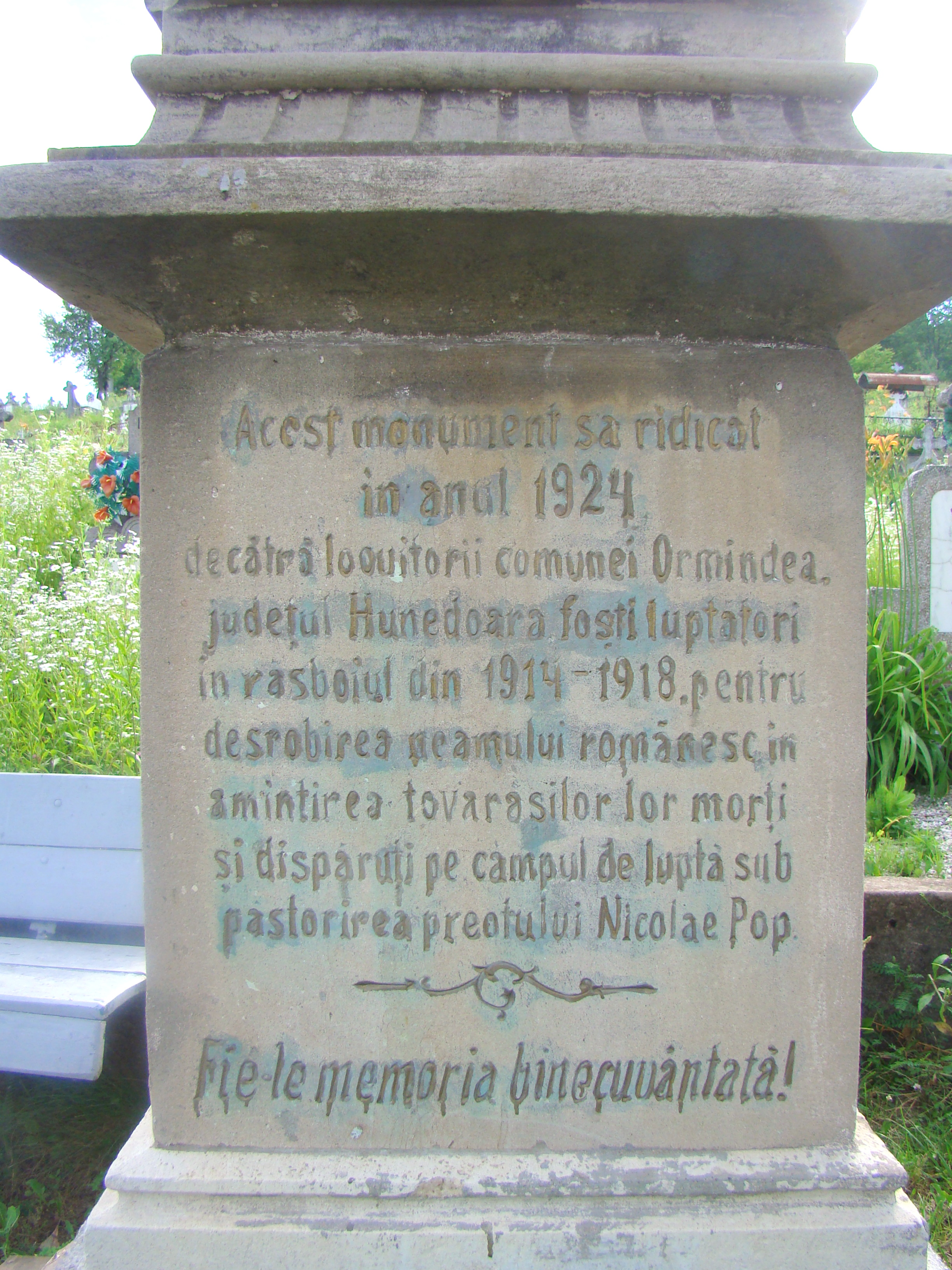
Monumentul eroilor
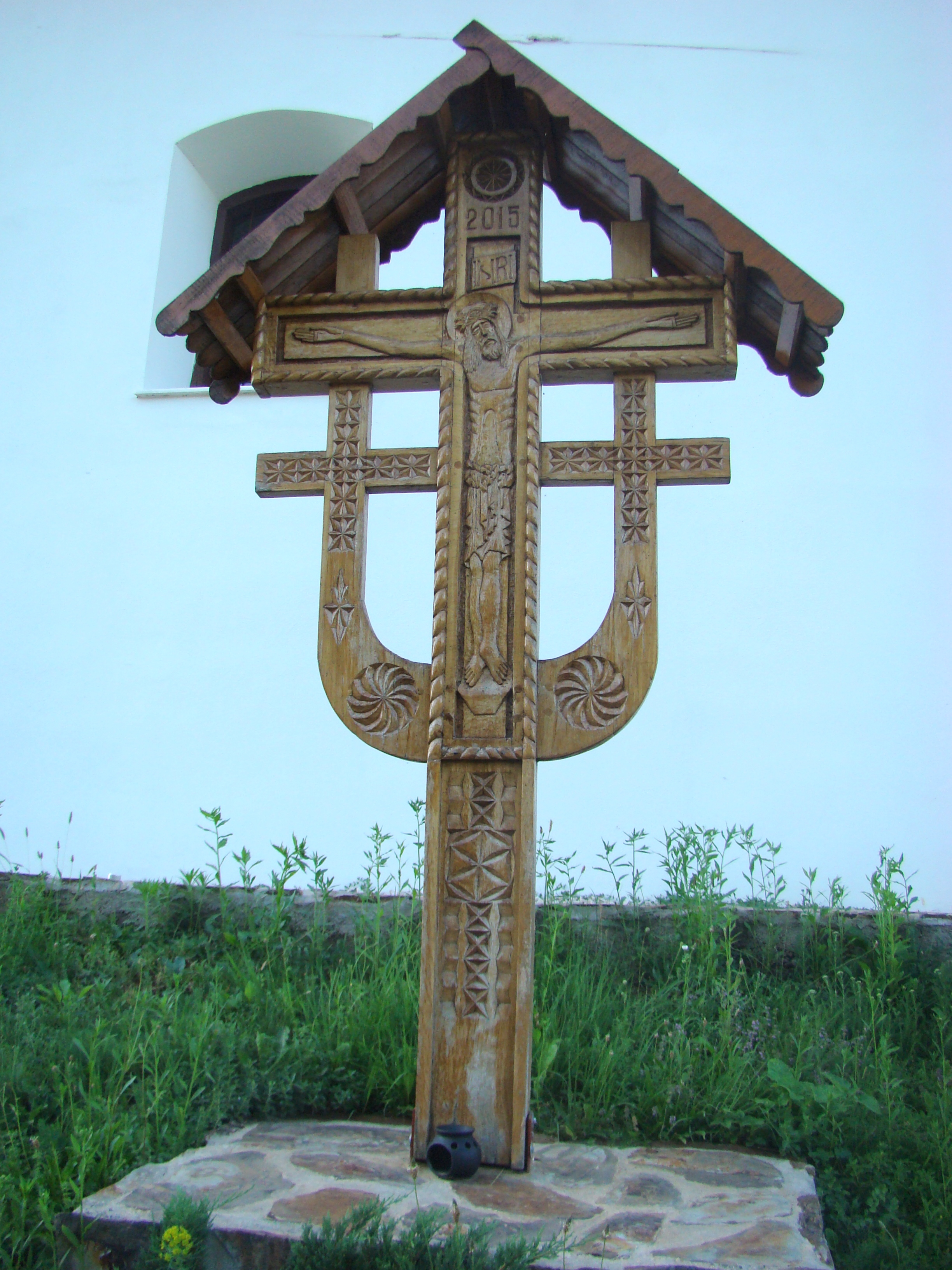
Troiță
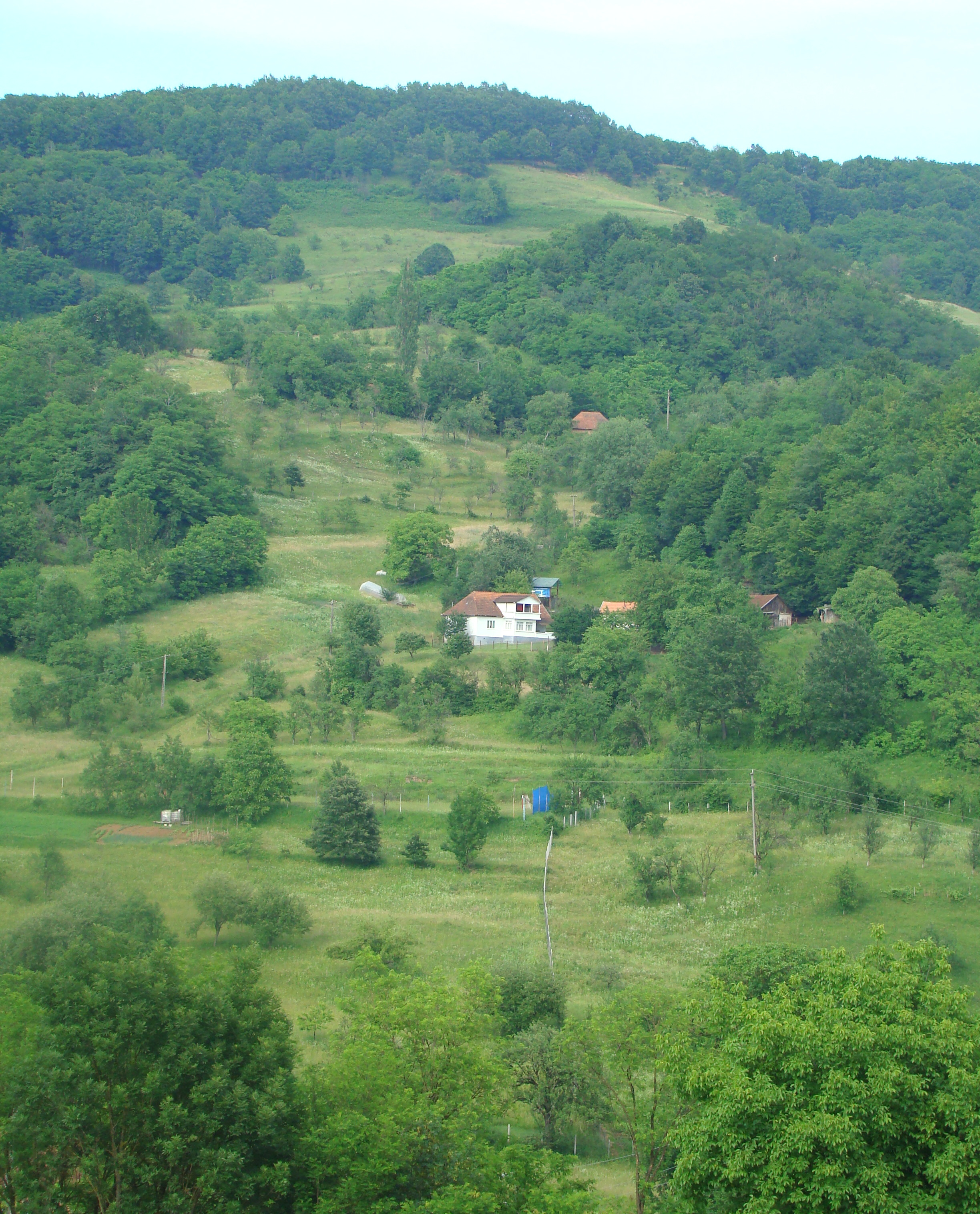
Împrejurimi

## Imagini din interior

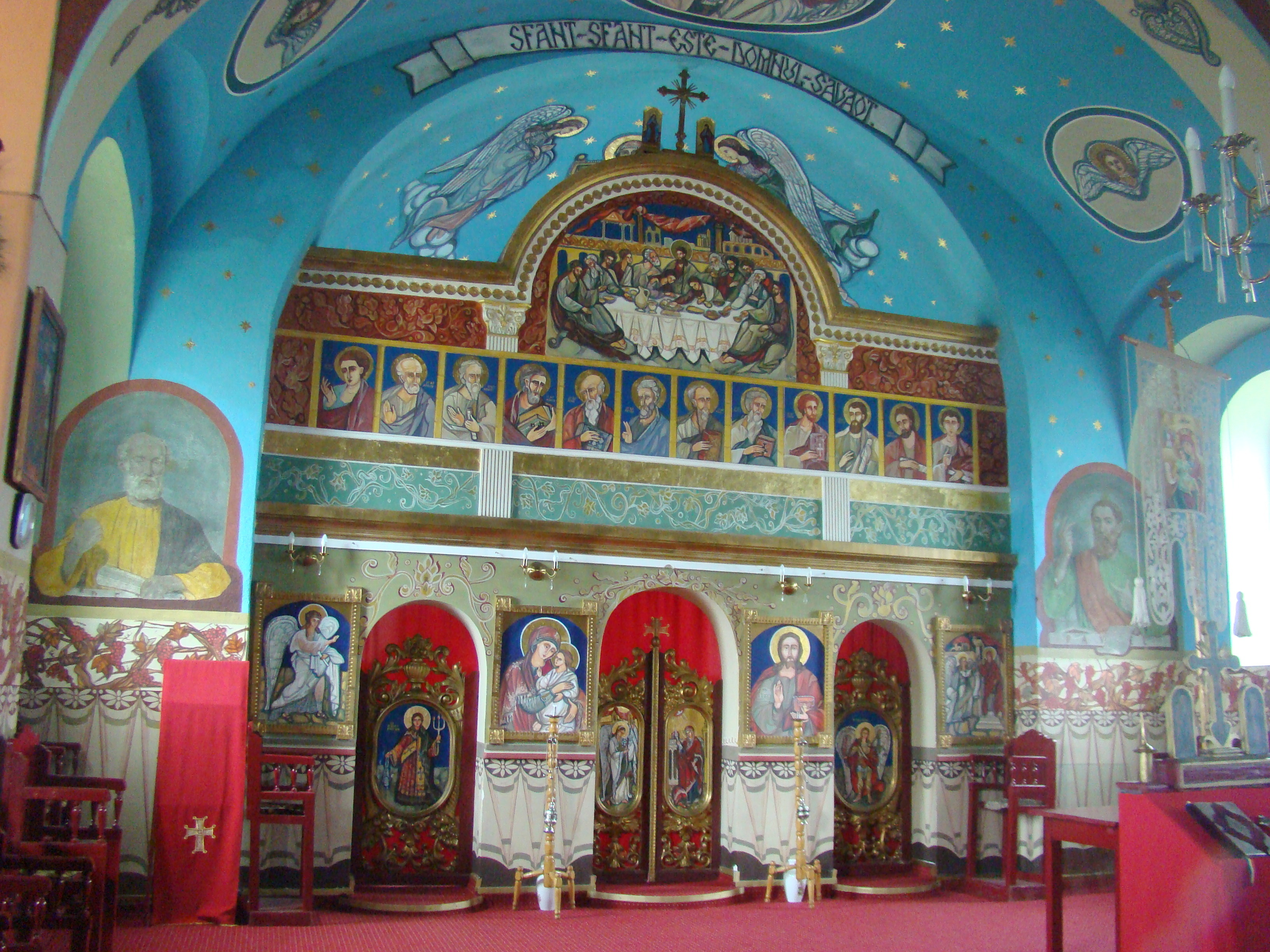
Iconostasul
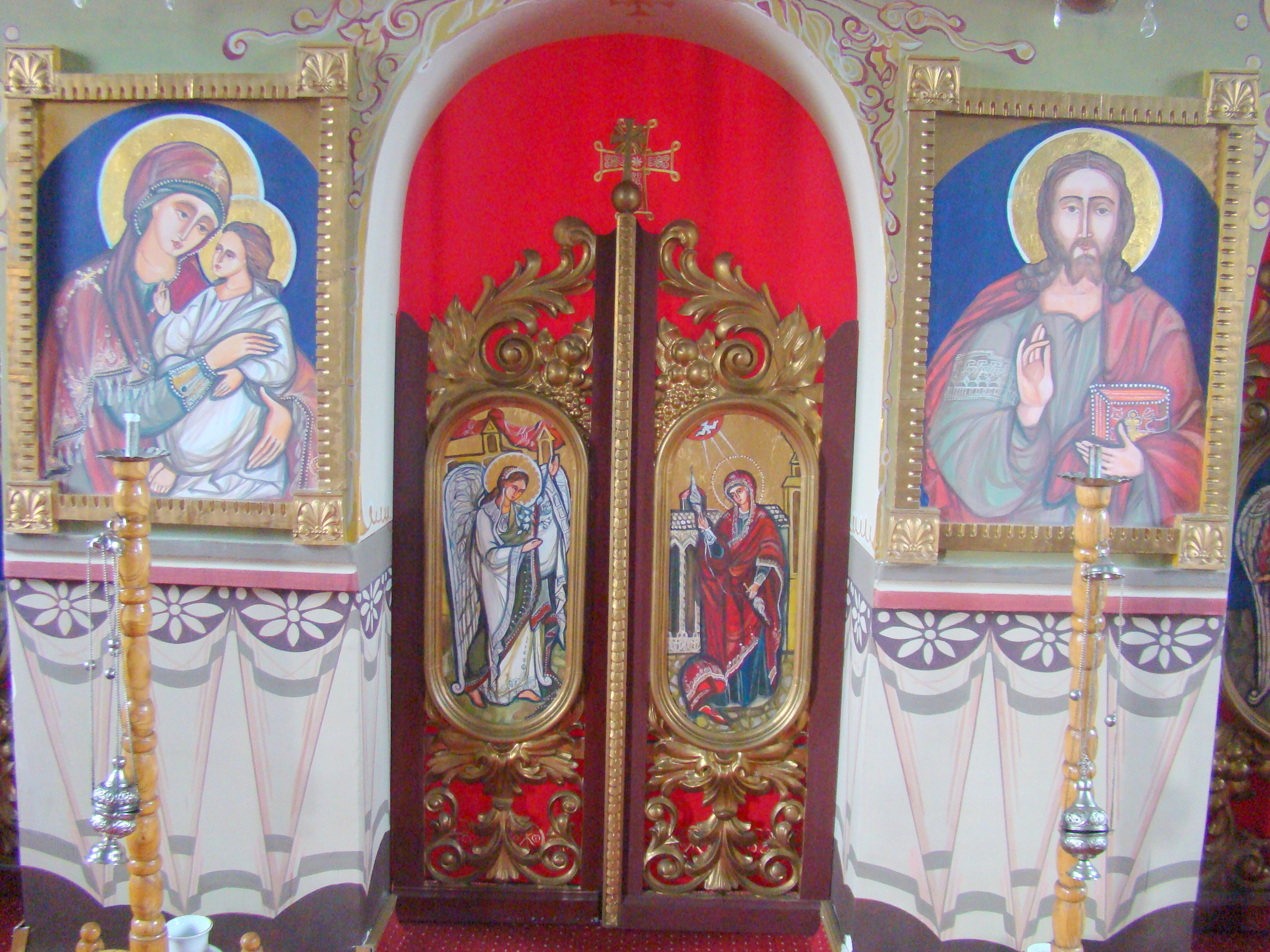
Uşi şi icoane împărăteşti
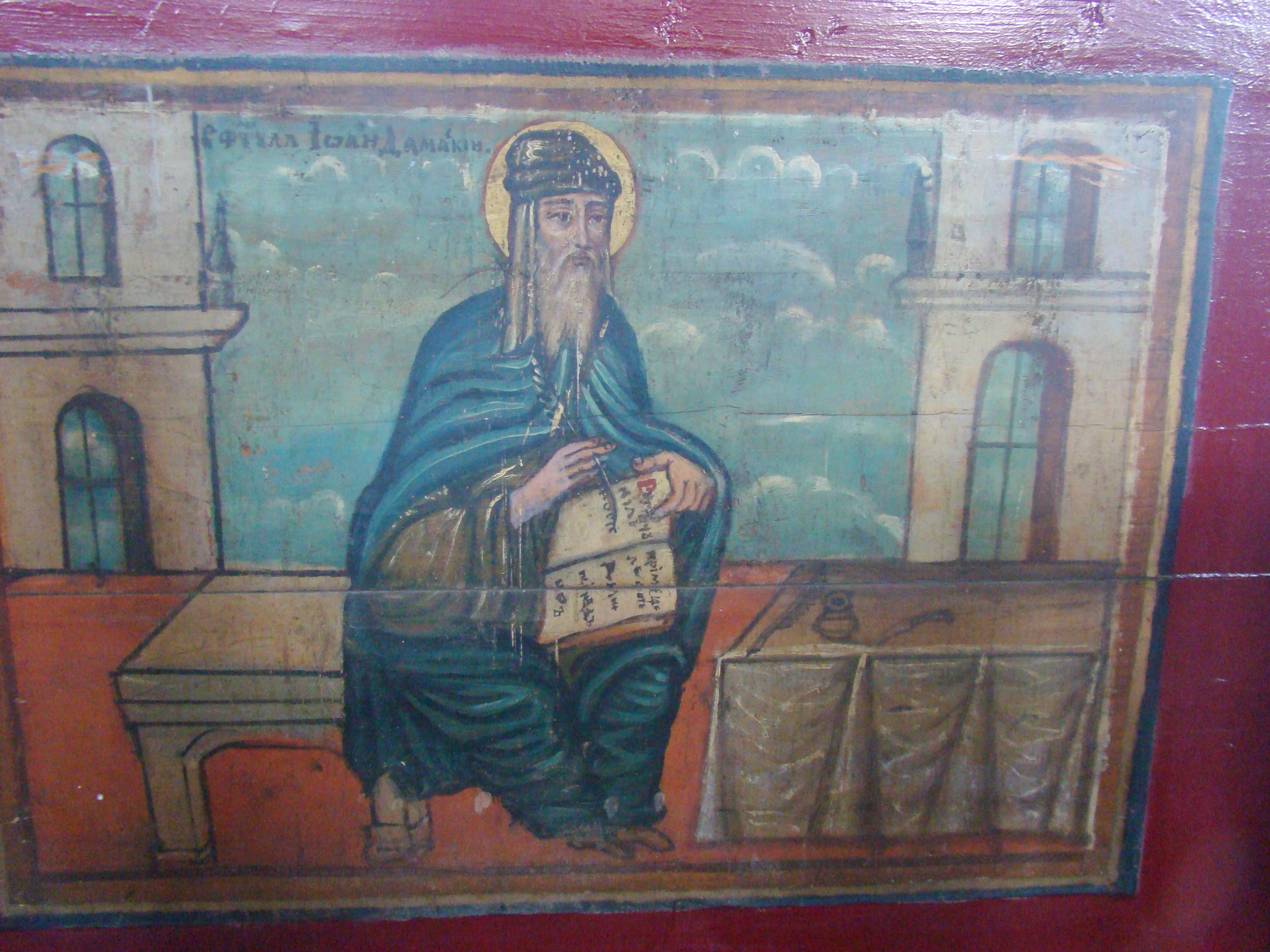
Strană de lemn pictată
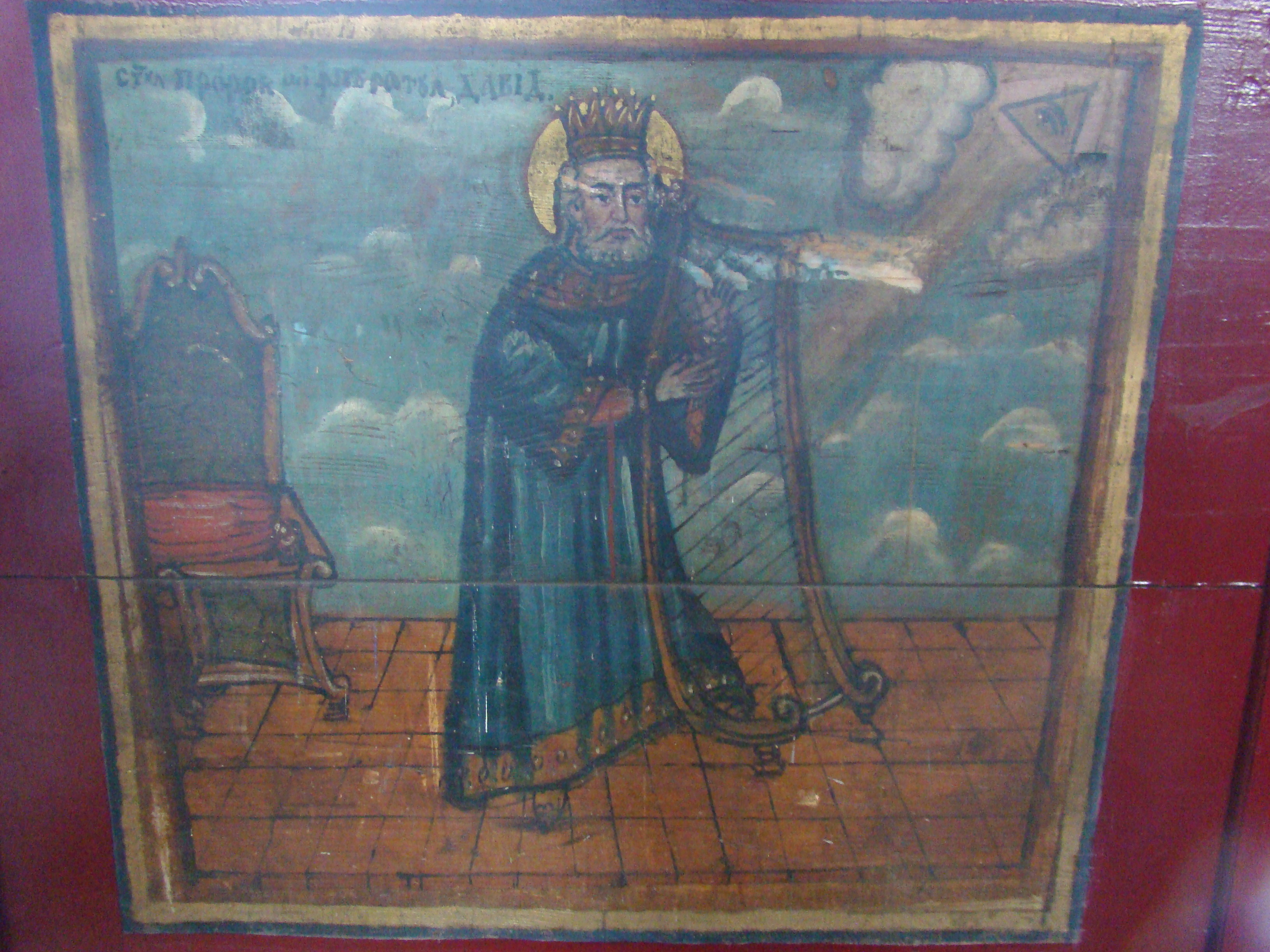
Strană de lemn pictată
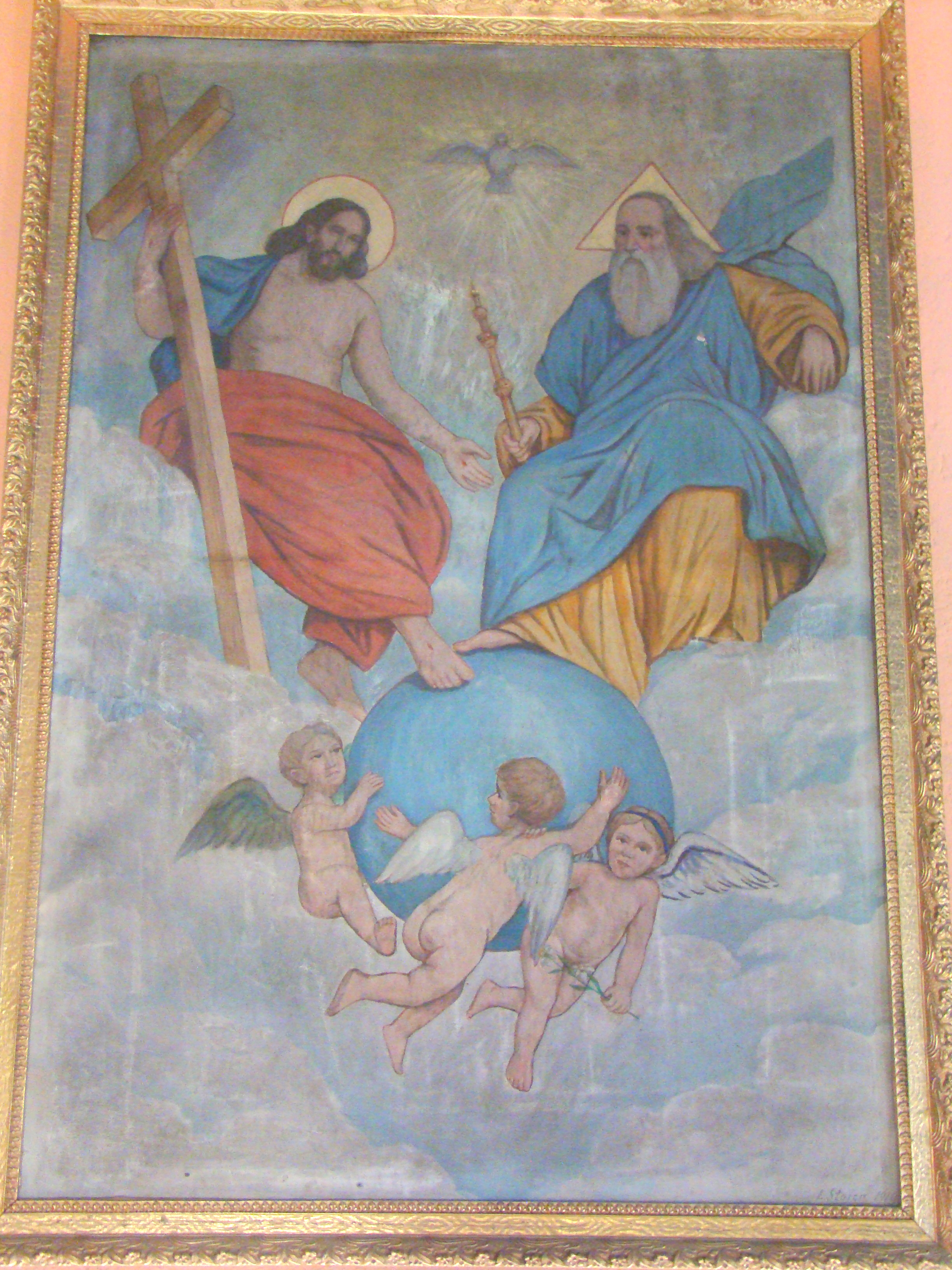
Sfânta Treime
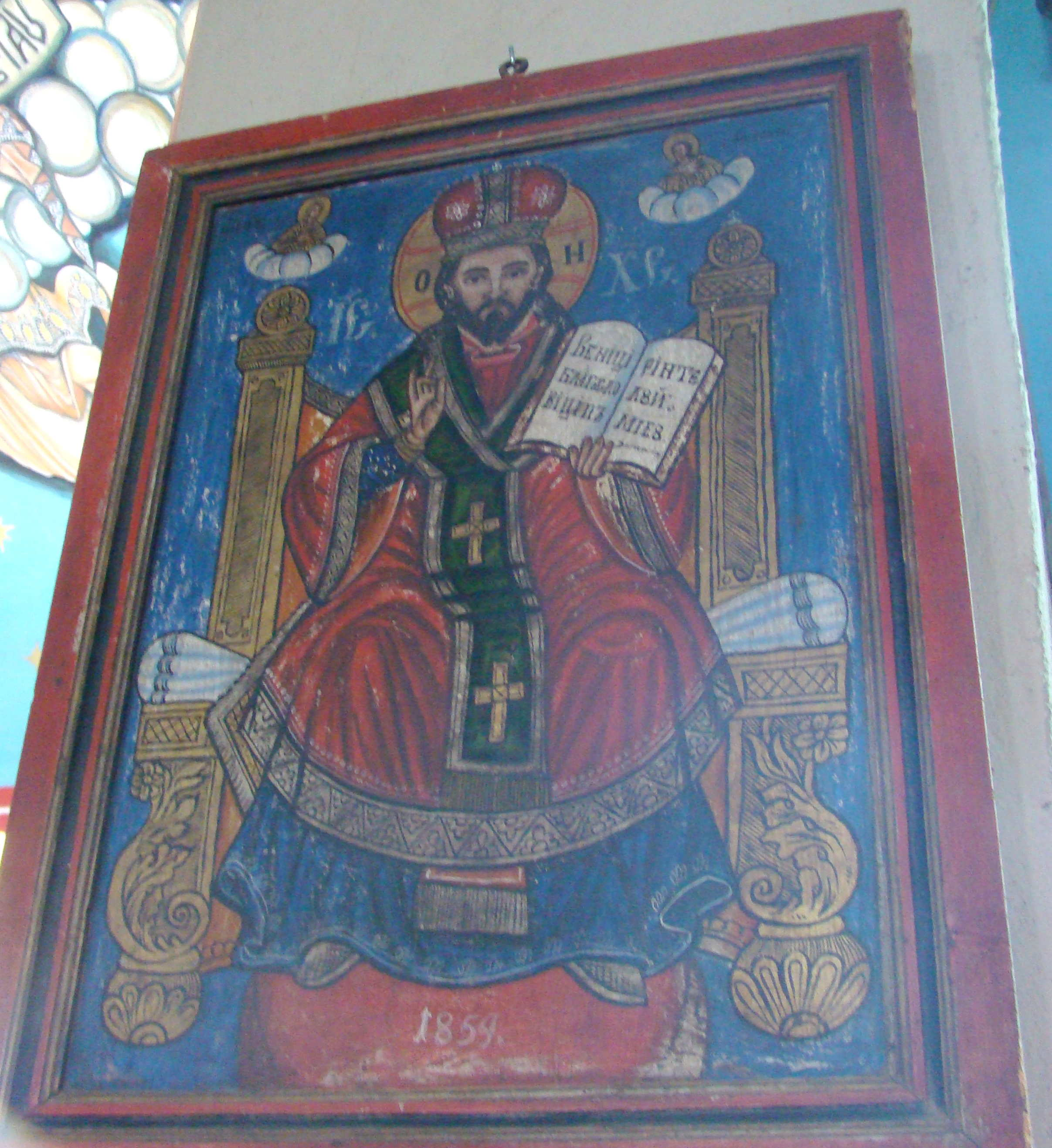
Icoana Mântuitorului
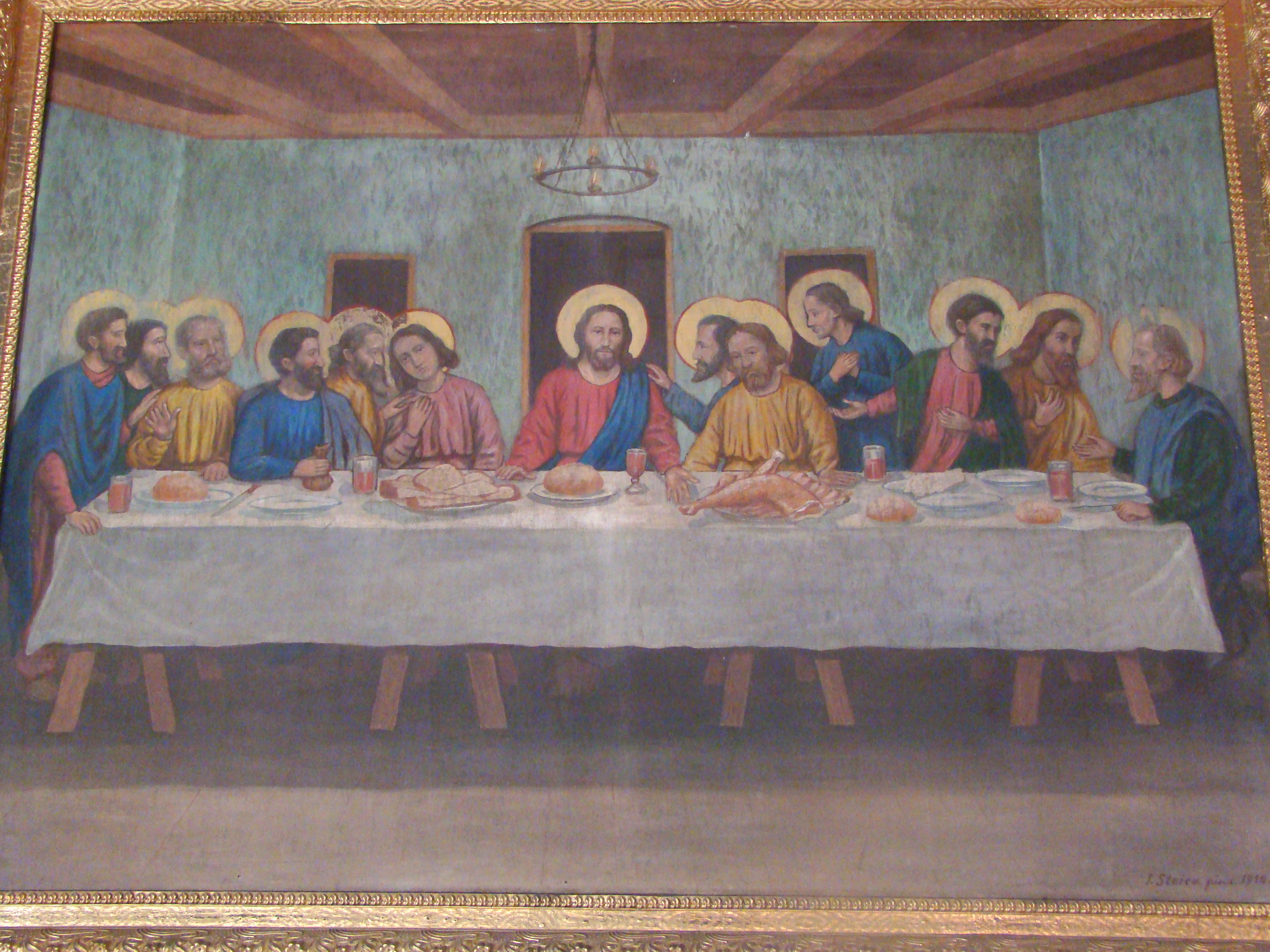
Cina cea de Taină
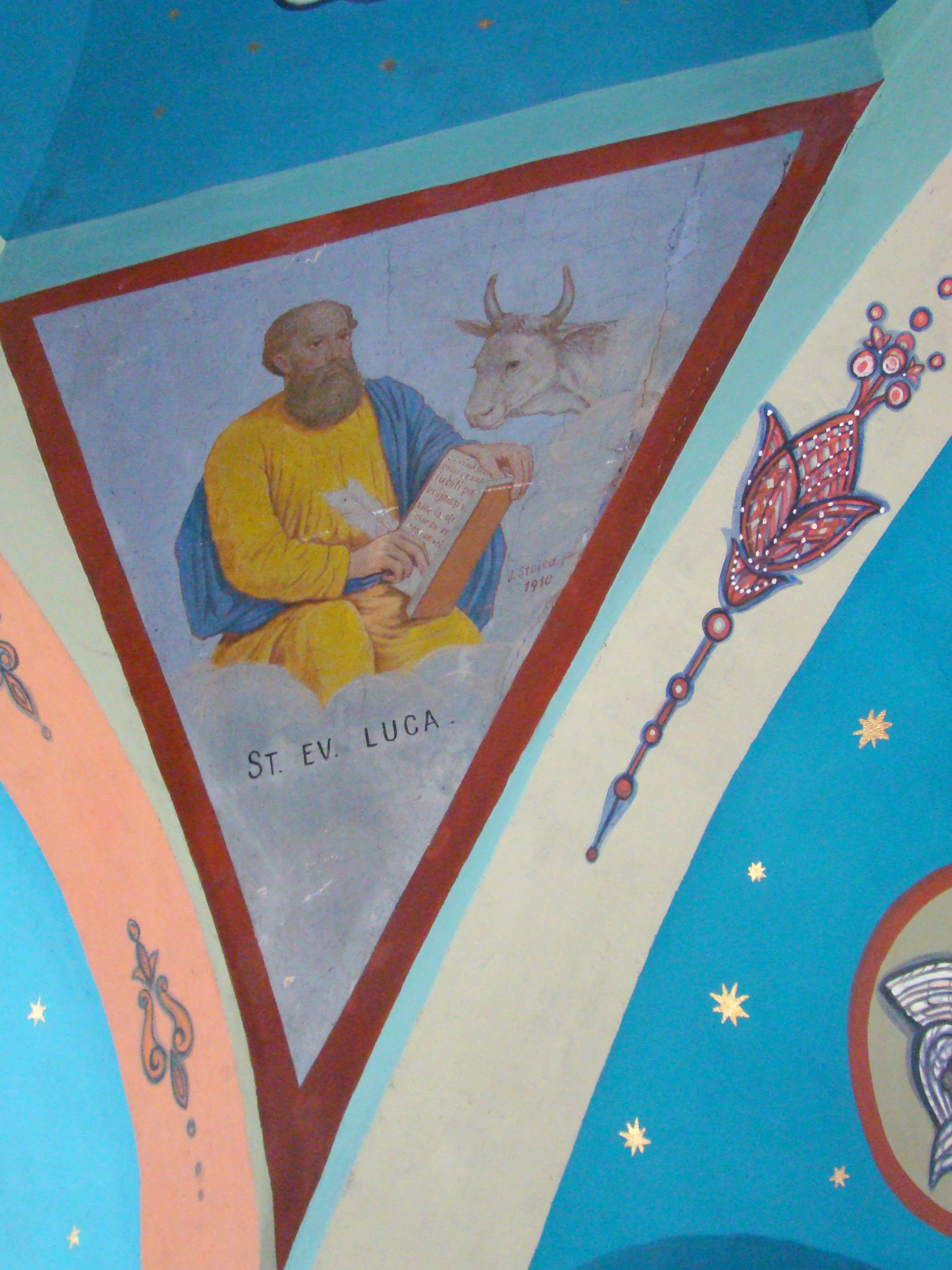
Luca Evanghelistul
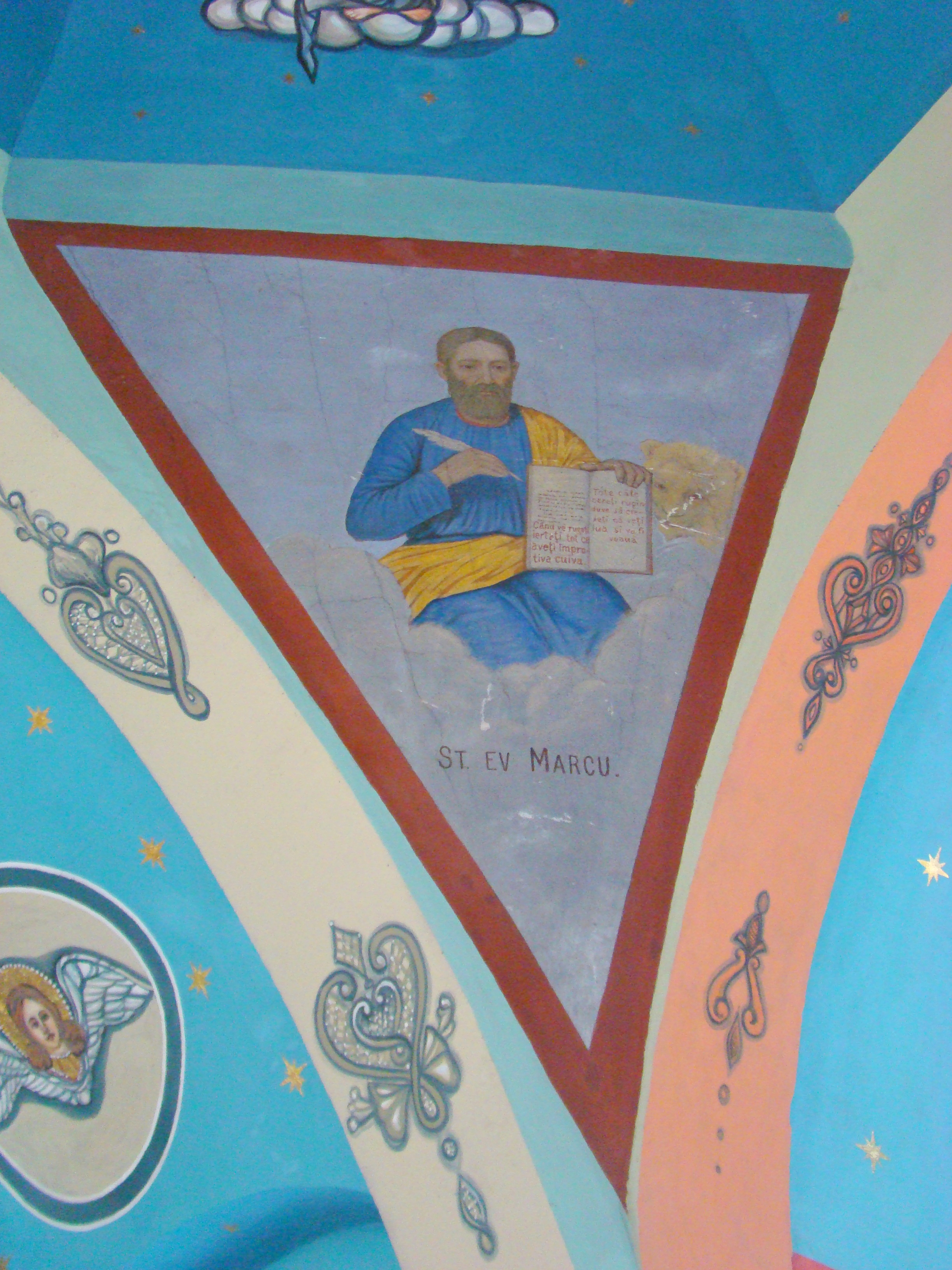
Evanghelistul Marcu
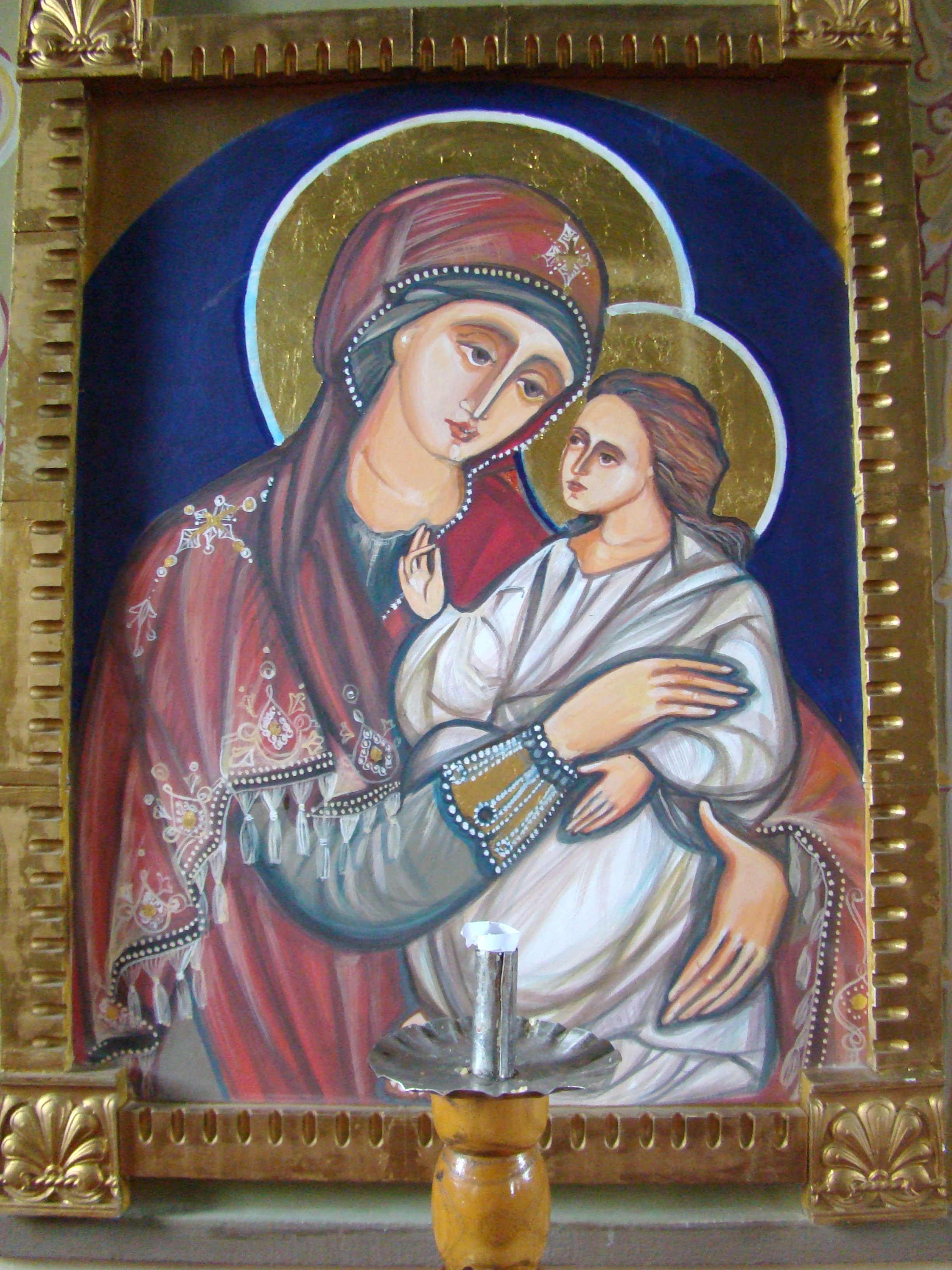
Icoană împărătească: Maica Domnului cu Pruncul
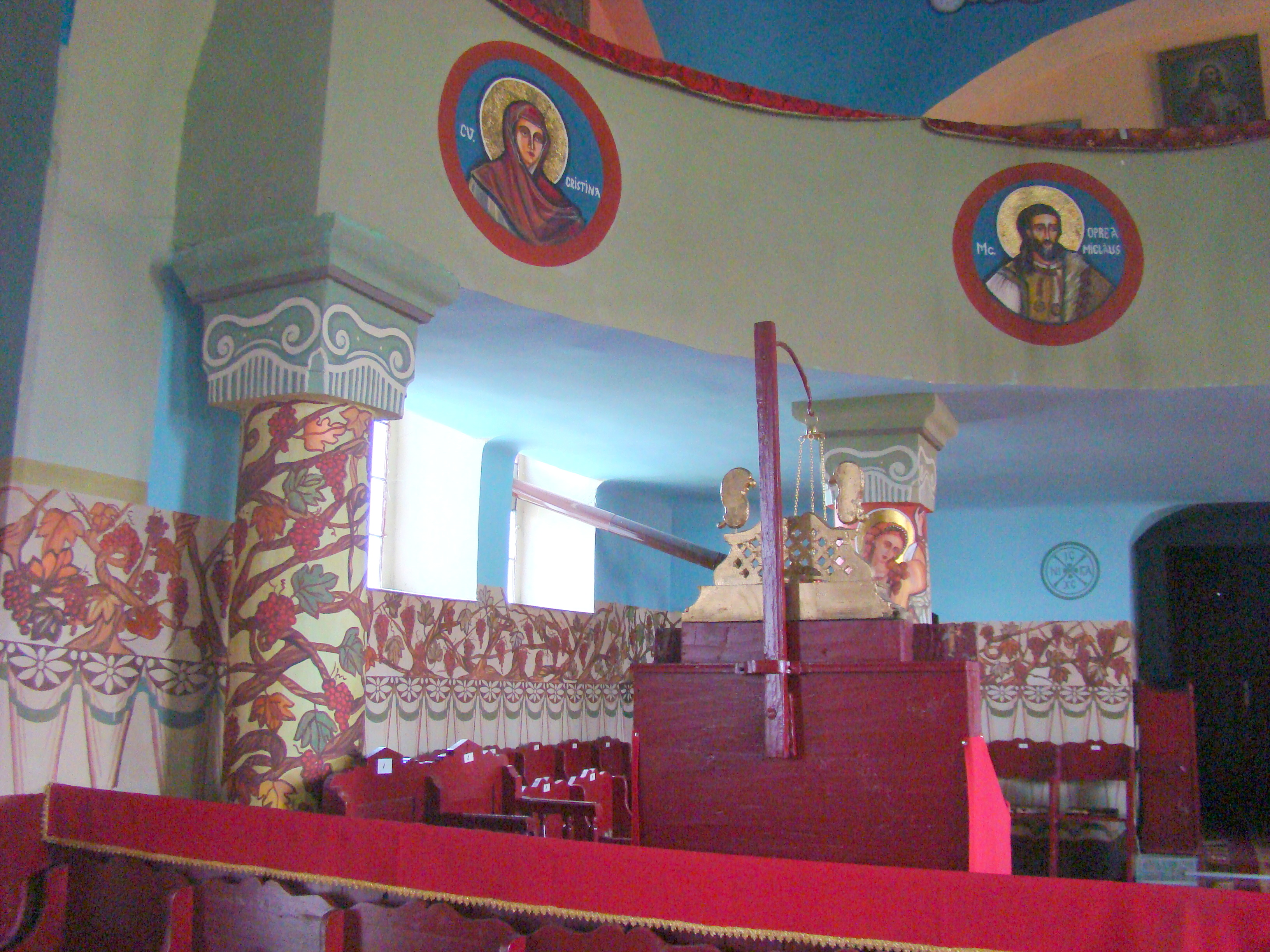
O parte din parapetul pictat al corului
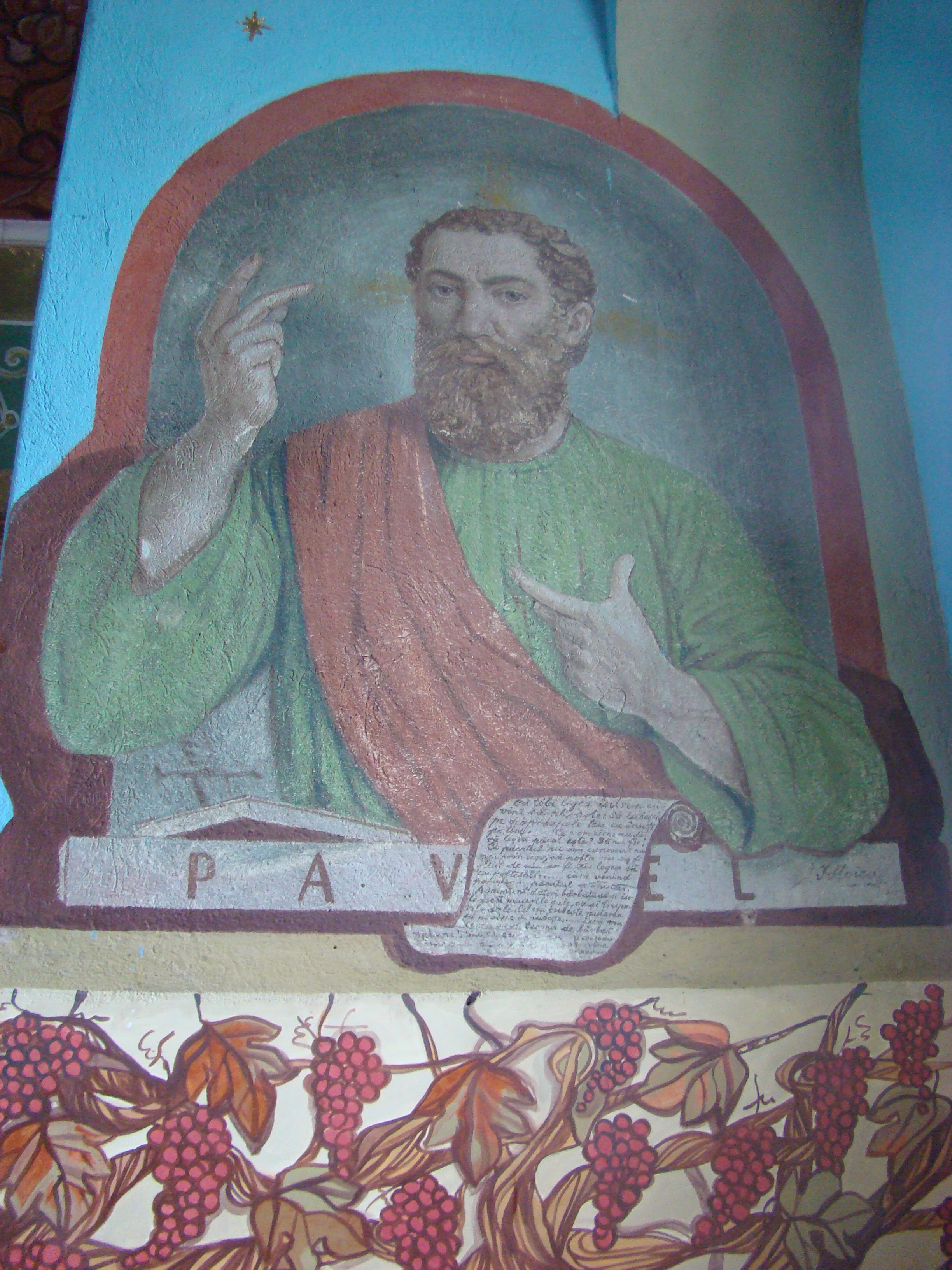
Apostolul Pavel
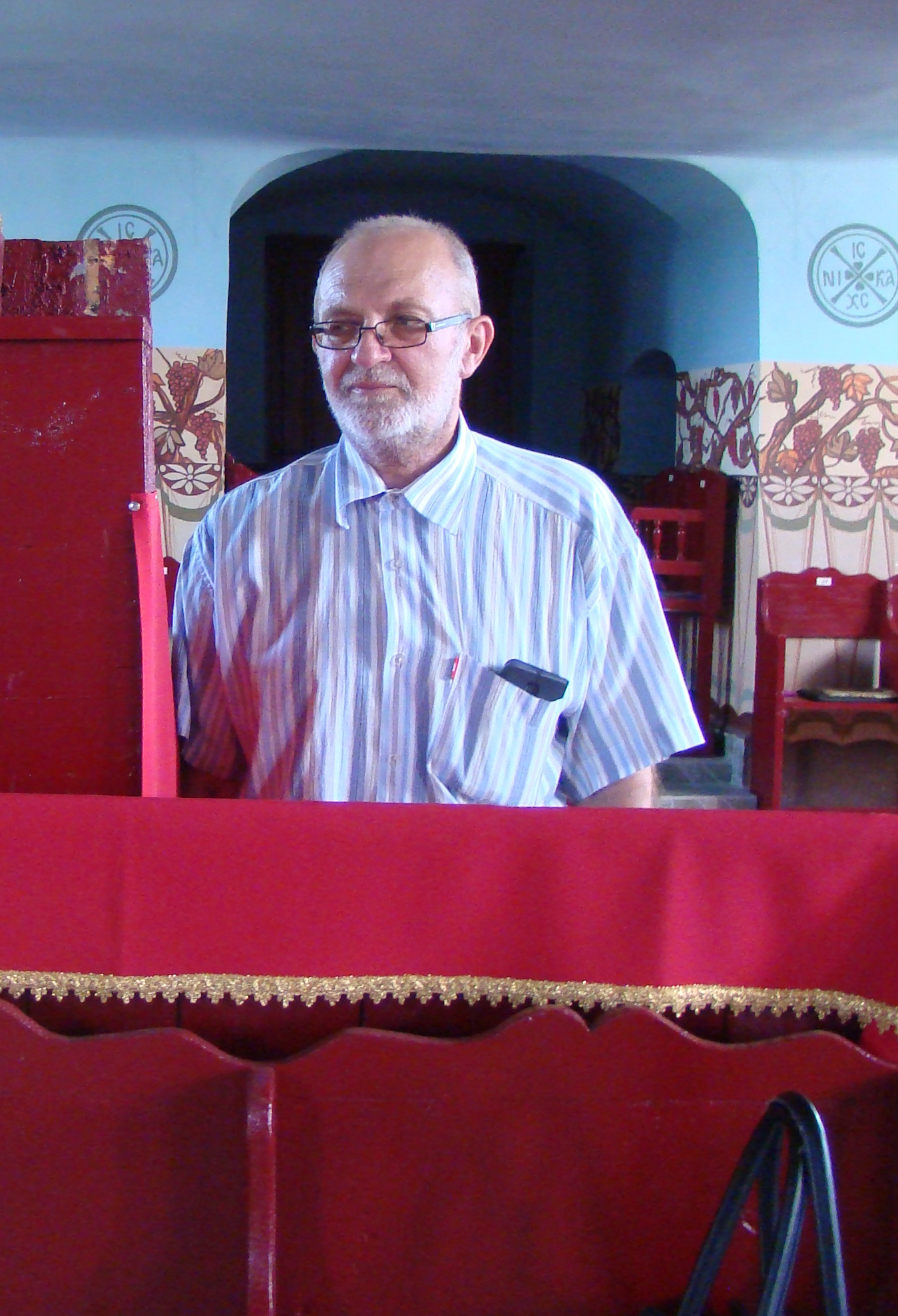
Preotul bisericii Buna Vestire din Ormindea: Nicolae Stoia